# Валентин
Валентин (від лат. valeo — «бути здоровим») — чоловіче ім'я латинського походження; Valentis (Валент) — латинське ім'я, від якого утворилася зменшувальна форма Valentinus (Валентин) і стала самостійним ім'ям. Жіноче парне ім'я — Валентина.

## Відомі носії
- Валентин Римський — ранньохристиянський святий.
- Валентин (папа римський) — папа Римський (1 вересня 827—16 вересня 827).
- Валентин Доростольський — мученик.
- Валентин єпископ Італійський — священномученик.
- Валентин пресвітер Римлянин — священномученик.
- Валентій-Олександр Калиновський